# Садки (Звягельський район)
Садки́ — село в Україні, в Звягельському районі Житомирської області. Населення становить 271 осіб. Входить до складу Ємільчинської селищної громади.

## Географія
Межує на півночі з Нитиним, на північному сході з смт Ємільчине, на сході з Середами, на південному заході з Покощевим та Просікою, на заході з Боляркою, на північному заході з Заровенкою та Медведевим.